# Альбано Феррейра Андраде
Альбано Феррейра Андраде (порт. Albano Ferreira Andrade; 14 грудня 1909 — 29 червня 2021) — португальський довгожитель, який разом зі своїм молодшим братом Альберто Андраде були найстаршими живою парою братів у світі, підтвердженою Книгою рекордів Гіннеса. Після смерті Мануеля Родрігеша Орти 23 серпня 2016 року до своєї смерті він був найстарішим живим чоловіком в Португалії. Також він є другим (після Авґусто Морейро де Олівейра) найстарішим чоловіком в Португалії в історії. Прожив 111 років та 197 днів.

## Біографія
Альбано Андраде народився в Сан-Мігел-ді-Соуту, Санта-Марія-да-Фейра, Авейру, Португалія, 14 грудня 1909 року.
Андраде закінчив школу до четвертого класу. Коли він став досить дорослим, почав працювати вчителем.
Андраде ніколи не одружувався (за власним вибором) і ніколи не мав дітей, натомість вирішив жити з родиною.
У молодості він любив грати на скрипці, навіть коли йому було 100 років, він все ще міг грати на ній.
У 2013 році він все ще жив сам і сам себе обслуговував.
У 2019 році йому та його братові було 109 і 107 років відповідно вони жили в Санта-Марія-да-Фейра, Португалія. Їх общий вік станом на 2 квітня 2019 року становив 216 років 230 днів.
У грудні 2020 року йому виповнилося 111 років, він став 3-м португальцем який відзначив такий вік.
Помер Альбано 29 червня 2021 року. На момент його смерті він був найстарішим чоловіком Португалії. Він утримував цей титул понад 4 роки (з 21 серпня 2016 року). Після смерті Альбано титул найстаршого чоловіка Португалії дістався його молодшому братові Альберто, який народився 2 грудня 1911 року.

## Довголіття у його сім'ї
У його сім'ї також була історія довголіття: його мати померла у віці 96 років, а батько у віці 95 років. Один із його племінників (син його старшої сестри) помер у віці 101 року, а ще одному 2020 року виповнилося 100 років.

## Рекорди довгожителя
- 21 серпня 2016 року після смерті Мануеля Родрігеша Орти став найстарішим живим чоловіком в Португалії.
- 15 червня 2019 року після смерті Романи Маркес став другою найстарішою людиною в Португалії.
- 14 грудня 2019 року став 3-м чоловіком в Португалії, який відзначив 110-річчя.
- Разом зі своїм братом Альберто був визнаний Книгою рекордів Гіннеса, як найстаріші живі брати у світі[10].